# 루산나 호퍼
루산나 호퍼(Ruthanna Hopper, 1972년 12월 5일 ~ )는 미국의 배우, 영화배우, 영화 프로듀서이다.
타오스에서 태어났다.

## 도서
- Celebutantes (Hardcover)
- Celebutantes (Paperback)
- Celebutantes (Hardcover)
- Celebutantes (Unabridged)
- Celebutantes (Unabridged)

## 영화
- 아메리카노 (2005년)
- 화려한 싱글 (2002년)
- 커밍 순 (1999년)